# Торре-де-Пассери
Торре-де-Пассери (итал. Torre de' Passeri) — коммуна в Италии, расположена в регионе Абруццо, подчиняется административному центру Пескара.
Население составляет 3156 человек, плотность населения составляет 631 чел./км². Занимает площадь 5 км². Почтовый индекс — 65029. Телефонный код — 085.
Покровителем коммуны почитается святой мученик Антоний Апамейский. Праздник ежегодно празднуется 3 сентября.
С Торре-де-Пассери граничат коммуны Аланно, Болоньяно, Кастильоне-а-Казаурия, Пьетранико и Скафа.